# Michele Amari

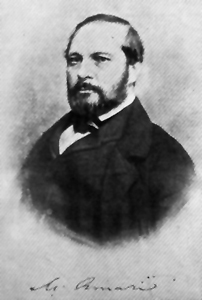
Michele Amari.

Michele Benedetto Gaetano Amari, född 7 juli 1806 i Palermo, död 16 juli 1889 i Florens, var en italiensk historiker, orientalist och politiker.
Amari anställdes 1837 som tjänsteman i justitiedepartementet i Neapel, utgav 1841 ett historiskt arbete om sicilianska aftonsången (La guerra del vespro siciliano), vilket ansågs vara förgripligt och förbjöds av regeringen, varför Amari tvingades fly till Paris. Vid revolutionen i Neapel 1848 återvände han, blev ledamot av parlamentet och finansminister, levde sedan efter revolutionens misslyckande ånyo som landsflyktig i Paris till 1860, då han under Giuseppe Garibaldis diktatur övertog utrikesdepartementet i Neapel. 
Åren 1862–1864 var Amari undervisningsminister i kungariket Italien och 1864–1878 professor i arabiska i Florens. Förutom flera smärre skrifter författade han ett omfattande verk om arabernas välde på Sicilien (Storia dei musulmanni di Sicilia, 1854–1873) och utgav en samling källskrifter över samma ämne (Bibliotheca arabo-sicula).